# La Maison du baigneur
La Maison du baigneur est un film muet français réalisé par Adrien Caillard et Albert Capellani, et sorti en 1914.

## Fiche technique
- Titre : La Maison du baigneur
- Réalisation : Adrien Caillard et Albert Capellani
- Scénario : Auguste Maquet
- Société de production : Pathé Frères
- Pays d'origine :  France
- Langue : film muet avec les intertitres en français
- Format : Noir et blanc — 35 mm — 1,33:1 — Muet
- Genre : Film dramatique
- Dates de sortie :
  -  France : 19 juin 1914

## Distribution
- Gabriel de Gravone
- Paul Capellani
- Henri Collen
- Léon Bernard
- Marc Gérard
- Henri Monteux